# Beta Caeli
Beta Caeli (β Caeli, förkortad Beta Cae, β Cae), som är stjärnans Bayer-beteckning, är en trolig dubbelstjärna i mellersta delen av stjärnbilden Gravstickeln. Den har en visuell magnitud på 5,04 och är svagt synlig för blotta ögat där ljusföroreningar ej förekommer. Baserat på parallaxmätning inom Hipparcosuppdraget på ca 34,9 mas, beräknas den befinna sig på ett avstånd av ca 94 ljusår (29 parsek) från solen. Den rör sig bort från solen med en radiell hastighet på +28,8 km/s.

## Egenskaper
Primärstjärnan Beta Caeli A är en gul till vit stjärna av spektralklass F3 V eller F3 IV, vilket anger att den antingen är en stjärna i huvudserien av typ F eller en något mer utvecklad underjättestjärna. Den har en massa som är ca 30 procent större än solens massa, en radie som är ca 1,3 gånger solens radie och avger ca 7 gånger mer energi än solen från dess fotosfär vid en effektiv temperatur på ca 6 800 K.
Beta Caeli A är en sannolik enkelsidig spektroskopisk dubbelstjärna. Följeslagaren kan vara en brun dvärg eller en stjärna med liten massa, som kretsar kring primärstjärnan på ett avstånd av mer än 3 AE. Detta objekt kan vara källan till röntgenstrålning som observerats från stjärnans koordinater.